# Спој (филм)
Спој (енгл. Splice) је канадско-француски научнофантастични хорор филм из 2009. године, редитеља Винченца Наталија, са Ејдријеном Бродијем, Саром Поли и Делфин Шанеак у главним улогама. Извршни продуценти филма су Гиљермо дел Торо, Дон Марфи и Џоел Силвер. Радња прати пар генетичких инжењера, који желе да стекну светску славу тако што ће направити хибрид различитих врста животиња.
Филм је премијерно приказан 6. октобра 2009. на Филмском фестивалу у Сиџесу, где је добио награду за најбоље специјалне ефекте. У САД је премијерно приказан тек наредне године. Остварио је комерцијални неуспех и добио помешане и претежно позитивне оцене критичара. На сајту Ротен томејтоуз оцењен је са 75%.

## Радња
Генетички инжењери Клајв Николи и Елса Каст покушавају да стекну светску славо тако што ће направити хибрид различитих врста животиња. Њихов рад коначно уроди плодом када створе биће које називају Дрен. Међутим, она након неког времена почиње да показује своју агресивну страну.

## Улоге
| Глумац            | Улога          |
| ----------------- | -------------- |
| Ејдријен Броди    | Клајв Николи   |
| Сара Поли         | Елса Каст      |
| Делфин Шанеак     | Дрен           |
| Абигејл Чу        | Дрен као дете  |
| Брендон Макгибонс | Гавин Николи   |
| Симона Мејканеску | Џоан Чорот     |
| Дејвид Хјулет     | Вилијам Барлоу |